# 7916 Gigiproietti
7916 Gigiproietti eller 1981 EN är en asteroid i huvudbältet som upptäcktes den 1 mars 1981 av den belgiske astronomen Henri Debehogne och den italienske astronomen Giovanni de Sanctis vid La Silla-observatoriet. Den är uppkallad efter den italienske skådespelaren Gigi Proietti.
Asteroiden har en diameter på ungefär 3 kilometer.